# Undecimastus sinaiticus
Undecimastus sinaiticus är en ringmaskart som beskrevs av Amoureux 1983. Undecimastus sinaiticus ingår i släktet Undecimastus och familjen Capitellidae. Inga underarter finns listade i Catalogue of Life.